# Epicrionops bicolor
Epicrionops bicolor là một loài không chân thuộc họ Rhinatrematidae.
Loài này có ở Colombia, Ecuador, và Peru.
Môi trường sống tự nhiên của chúng là vùng núi ẩm nhiệt đới hoặc cận nhiệt đới, sông ngòi, và sông có nước theo mùa.